# Johan Raessens
Johan Raessens (Eindhoven, 17 juni - aldaar, 15 april 1795) is een voormalig burgemeester van de Nederlandse stad Eindhoven. Raessens werd geboren als zoon van de Eindhovense burgemeester Gerard Arnoldus Raessens en Maria van Hooff.
Raessens was burgemeester van Eindhoven in 1762-1763, schepen, loco-secretaris 1783, lid van de Vaderlandse Sociëteit Concordia aldaar (19 februari 1787), lid van de Ridderlijke Gilde van St. Sebastiaan (vanaf 1749), deken in 1760/1761 en 1765/1766, en tot kapitein gekozen op 5 juli 1769.
Hij trouwde voor de eerste maal te Eindhoven op 22 mei 1757 met Oda Catharina Coolen, dochter van Joannes Joseph Coolen en Johanna Maria van Mierlo, gedoopt op 28 juli 1724 te Oirschot, overleden te Eindhoven op 4 april 1761. Hij hertrouwde te Eindhoven op 22 juli 1779 met Maria Anna van Boeckel, gedoopt te Eindhoven 28 februari 1735 als dochter van burgemeester Peter van Boeckel en Theresia Luyckx en overleden aldaar op 8 augustus 1780.